# Sinophorus halli
Sinophorus halli är en stekelart som beskrevs av Sanborne 1984. Sinophorus halli ingår i släktet Sinophorus och familjen brokparasitsteklar. Inga underarter finns listade i Catalogue of Life.